# GRAFFITI (岡林信康のアルバム)
『GRAFFITI』（グラフィティ）は、岡林信康が1981年11月21日にインビテーション / ビクターから最後に発売したスタジオ・アルバム。

## 解説
前作の『ストーム』が「西洋的なロックをコピーするやり方の最終到達点のような作品」だったため、本作ではそういうスタイルではやりたくなかったが、日本のオリジナリティがなんなのかまったくつかめいない状態で臨んだ。
本アルバム制作前に、再びロンドンを訪れ、そこで出会ったキング・クリムゾンのロバート・フリップに「俺たちのコピーじゃなくて、日本のロックを見せてみろ（初対面なのに、それだけ言われて出ていった）」と言われ、自分のオリジナリティを意識して模索するも、全くうまくいかなった。
「エレキ・バンドでやる西洋スタイルはもう十分なんだけどって気持ちが頭にあるから最初の曲から「もう行き詰まってますぅ」って感じ（笑）」
バッキングをつとめたセンチメンタル・シティ・ロマンスにそんな話をするも、「自分が素直にやりたいと思うことをやれば、それがオリジナル」と言われ、そんな単純なことじゃないと思ったが、本作で果てた。
このアルバムでビクターでのスタジオ・アルバム制作は最後になり、自分のオリジナリティを模索するために、ギター1本でどこへでもでかける「ベアナックルレヴュー」を通して、エンヤトットに向かう。
LP時代の既発スタジオ・アルバムは90年代にすべてCD化されていたが、本作だけアルバム発表から25年以上も経過してからのCD化となった。

## 収録曲
全作詞・作曲：岡林信康、全編曲：岡林信康、センチメンタル・シティ・ロマンス

### Side A
1. ジェット・プレイン  –  (6:12)
2. 蒼ざめた朝  –  (4:13)
3. マンハッタン  –  (3:22)
  - 本アルバムの中で、岡林本人が唯一納得しているという作品。

### Side B
1. ONE BOY  –  (4:11)
2. ロックン・チャンチキ・ロール  –  (3:30)
3. たそがれの20世紀  –  (4:36)
4. インスタント・ラブ  –  (7:59)
5. 軛を背負いて  –  (7:59)

## レコーディング・メンバー

### ミュージシャン
- 唄  –  岡林信康
- センチメンタル・シティ・ロマンス

## 発売履歴
| 発売日         | レーベル                                      | 規格 | 規格品番   | 備考                                                                                        |
| -------------- | --------------------------------------------- | ---- | ---------- | ------------------------------------------------------------------------------------------- |
| 1981年10月21日 | インビテーション / ビクター音楽産業           | LP   | VIH-28021  |                                                                                             |
| 2007年9月21日  | インビテーション / ビクターエンタテインメント | CD   | VICL-62647 | 初CD化。“40周年記念 紙ジャケCDコレクション”。2007年デジタルリマスター盤、紙ジャケット仕様。 |
| 2008年5月21日  | インビテーション / ビクターエンタテインメント | CD   | VICL-62647 | 2008年デジタルリマスター盤、紙ジャケット仕様。                                              |